# کک ۴۰

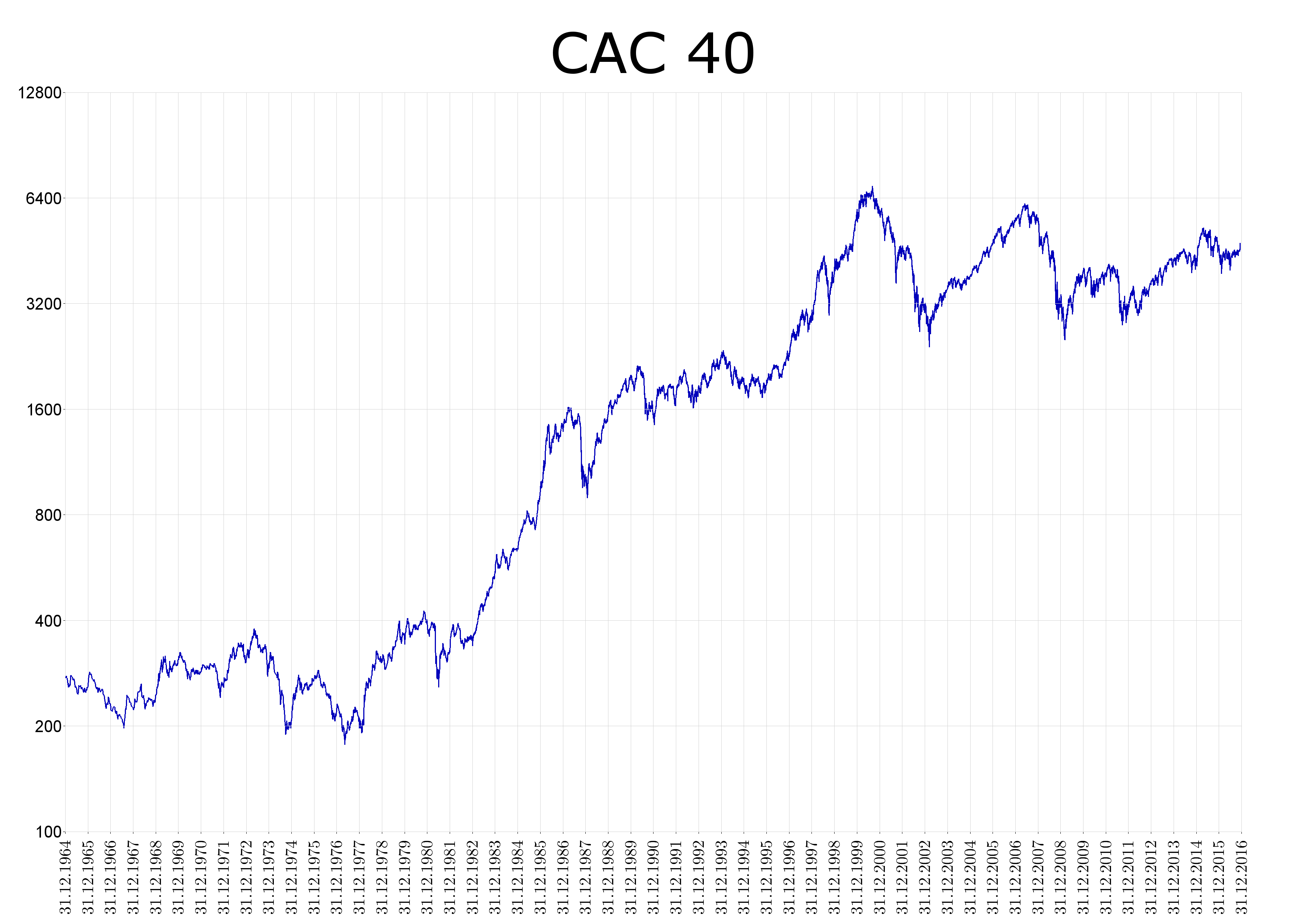
نمودار شاخص کَک۴۰ از دسامبر ۱۹۶۴ تا می ۲۰۱۲

کَک ۴۰ (به فرانسوی: CAC 40) یا کَک کَرانت (CAC quarante) یکی از شاخص‌های بازار بورس فرانسه است. این شاخص نشان‌دهنده میزان ارزش بازار سرمایه ۴۰ شرکت اول از میان ۱۰۰ شرکت دارای بالاترین میزان ارزش بازار می‌باشد، که سهام آنها، در بازار بورس فرانسه (یورونکست پاریس) معامله می‌شود.
شاخص کک ۴۰ یکی از شاخص‌های اصلی گروه بورس اوراق بهادار یورونکست است. 
شاخص‌های معتبر دیگر که مرتبط با یورونکست می‌باشند، عبارتند از: 
- بل۲۰ بروکسل
- پی‌اس‌آی-۲۰ لیسبون
- آای‌اکس آمستردام